# 天銀機電
常熟市天銀機電股份有限公司，簡稱常熟市天銀機電股份、常熟市天銀機電，以及天銀機電（英語：Changshu Tianyin Electromachanical Company Limited，深交所：300342），於2002年由趙曉東（董事長）於江苏省苏州市常熟碧溪新区迎宾路8号（總部）創立，曾名為「常熟市天銀機電有限公司」，而總經理為趙雲文。
現時業務在國內經營研究、开发和生产电冰箱压缩机配套零部件，以「TY」為主要品牌，招股價為17元人民幣，發行新股為2500萬股，集資額為4.25億元人民幣，股份則在2012年7月26日於深交所創業板上市。

## 連結
- tyjd.cc（页面存档备份，存于）